# Kärra
För andra betydelser, se Kärra (olika betydelser).

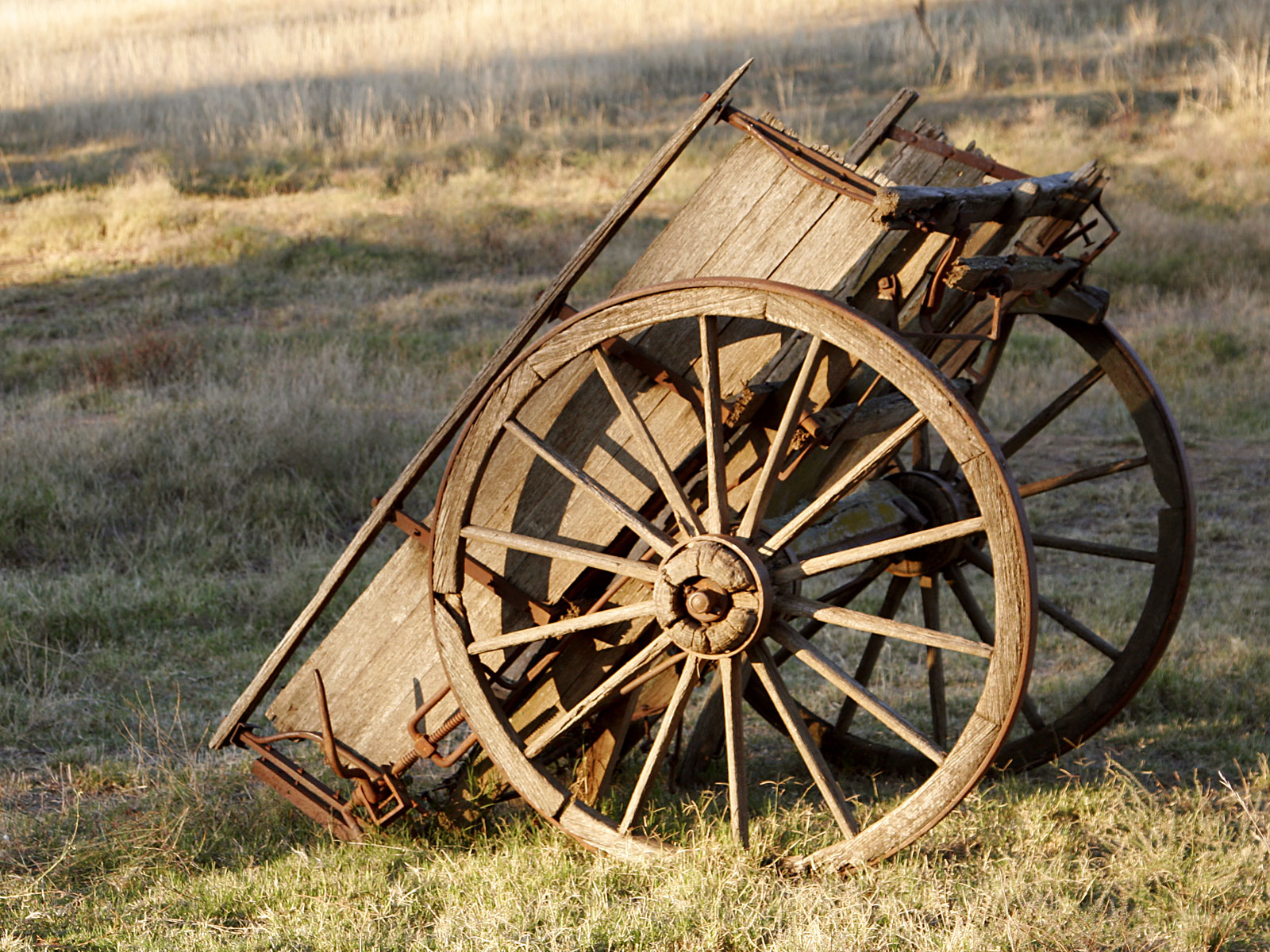
En kärra i Australien.

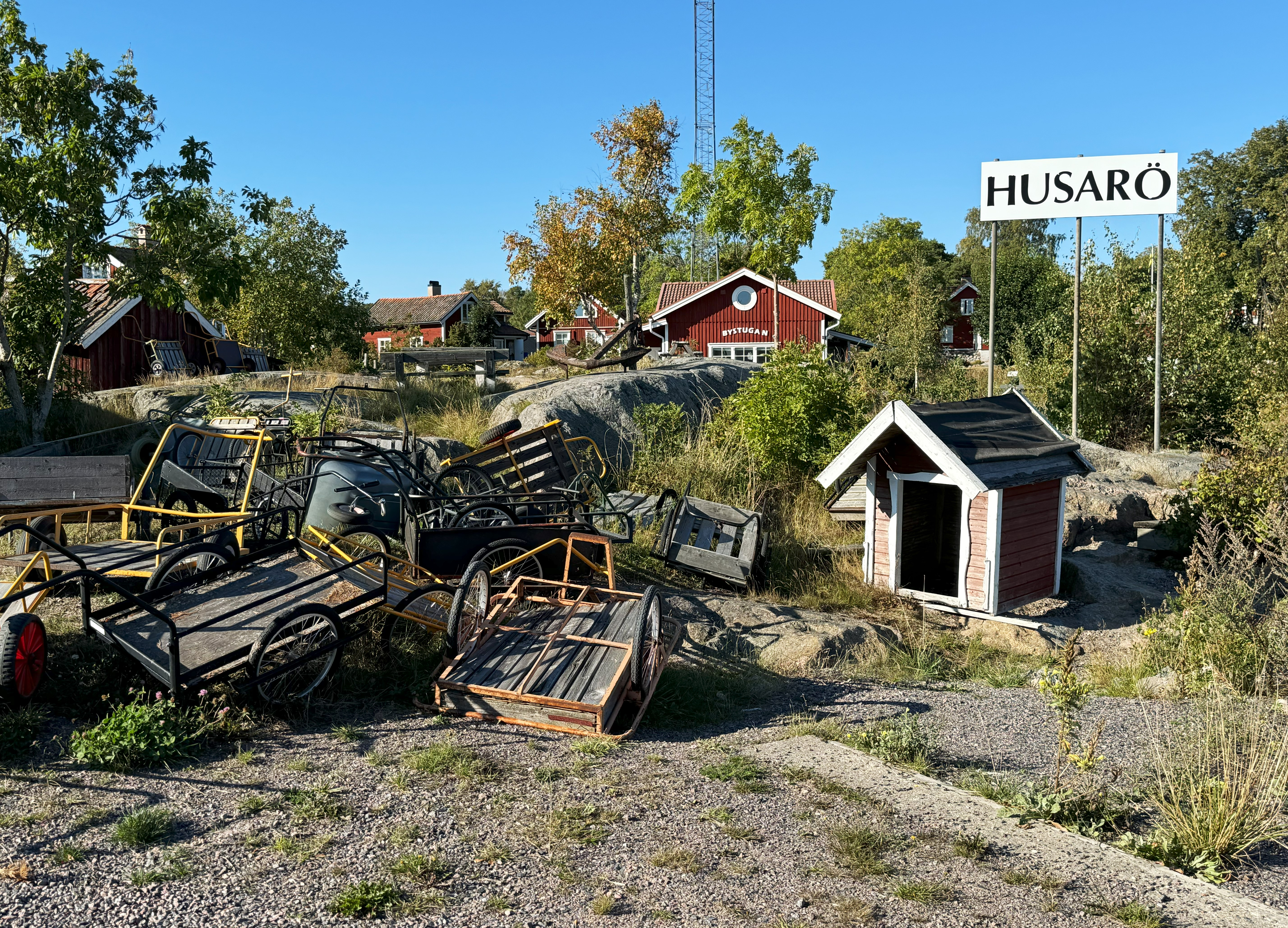
Öbors kärror i den bilfria ön Husarös hamn.

En kärra är en enklare typ av vagn som bara har en hjulaxel (alternativt två samverkande hjulaxlar tätt efter varandra), samt som saknar egen framdrivningsanordning och därför dras eller skjuts av någon eller något. En kärra behöver stödben eller stödhjul när den står parkerad för sig själv. Har den minst två axlar och i princip helt och hållet stöder hela sin vikt på dessa, så är det en vagn.
Olika typer av kärror är: gigg, sulky, rockard, dogcart och skrinda, samt även bil- och traktorkärror.
Från 1600-talet fram till 1900-talet fanns i den svenska armén bl.a. följande kärror:
- Artillerikärra m/1808 (Hellvigs). Kärra för ridande artilleri.
- Brödkärra Kärran målades år 1699 med Kongl. Maijts namn och krona.[1]
- Karduskärra Kärran skulle frakta färdiga krutladdningar i tygpåsar (karduser) och saknade kuskbock och furagestege.
- Kokkärra  m/1934, m/1937, m/1946
- Kompanireservkärra
- Kompanitrosskärra m/1796
- Kärra för ridande artilleri m/1796
- Kärra m/1914, m/1937
- Sjuk- och medicinalkärra m/1833[2]
- Telefonkärra m/1907[3]
- Trosskärra m/1937
- Tältkärra  m/1796

Historiskt har kärran varit allenarådande i Sverige norr om fäbodgränsen, inklusive Bohuslän. Armén i Jämtland bad under stora nordiska kriget i början av 1700-talet att få bör Planting (chefen) få 10 st. kärror med fyra hjul, emedan kärror med 2 hjul fördärva hästarnes ryggar i Jämtlands backar. I Uppland och Mälardalen, Småländska höglandet, södra Västergötland och Dalsland har kärror och vagnar använts parallellt medan i södra Sverige vagnar varit allenarådande.
Kärra är även en vardaglig och egentligen felaktig benämning på bil. 